# Diocesi di Sinao
La diocesi di Sinao (in latino Dioecesis Synaitana) è una sede soppressa del patriarcato di Costantinopoli e una sede titolare della Chiesa cattolica.

## Storia
Sinao, identificabile con Simav nell'odierna Turchia (distretto omonimo nella provincia di Kütahya), è un'antica sede episcopale della provincia romana della Frigia Pacaziana nella diocesi civile di Asia. Faceva parte del patriarcato di Costantinopoli ed inizialmente era suffraganea dell'arcidiocesi di Laodicea. Nel 553, con la divisione della Frigia Pacaziana, Sinao entrò a far parte della provincia ecclesiastica dell'arcidiocesi di Gerapoli.
Sono diversi i vescovi attribuiti da Michel Le Quien a questa antica diocesi nel primo millennio cristiano. Arabio era assente al concilio di Calcedonia nel 451 e in due occasioni il metropolita Nunechio di Laodicea firmò al suo posto i documenti sinodali. Fronimo partecipò al secondo concilio di Costantinopoli nel 553. Giovanni figura tra i padri del concilio Quinisesto del 692. Stefano assistette al concilio di Nicea del 787. Costantino prese parte al concilio di Costantinopoli dell'869-870 che condannò il patriarca Fozio di Costantinopoli. Dieci anni dopo, al concilio che riabilitò Fozio, erano presenti i vescovi Sisinnio ed Eusebio, consacrati dai due patriarchi in competizione fra loro, Fozio e Ignazio.
Destephen, facendo sue le conclusioni a cui giungono gli studi di Papadopoulos-Kerameus, propone di attribuire alla diocesi di Sinao il santo vescovo Agapeto, che il martirologio romano, a partire da Cesare Baronio, attribuisce invece all'arcidiocesi di Sinnada. Molte fonti agiografiche e liturgiche greche, e una Vita scritta attorno al X secolo, fanno di Agapeto, confessore della fede, monaco ed ex militare, un vescovo di Sinao attorno al 324. Un'iscrizione, scoperta a Simav e oggi perduta, riporta il nome del vescovo Stefano, che alcuni autori identificano con l'omonimo vescovo presente a Nicea nel 787; Destephen tuttavia, in forza del formulario utilizzato, ipotizza possa trattarsi di un vescovo distinto e più antico, attribuibile ad un periodo tra V e VII secolo.
La sigillografia ha infine restituito il nome del vescovo Basilio, vissuto fra X e XI secolo. Incerta tuttavia è l'attribuzione della sede vescovile di Basilio, che alcuni autori assegnano alla diocesi di Sanavo.
Dal XIX secolo Sinao è annoverata tra le sedi vescovili titolari della Chiesa cattolica; la sede è vacante dal 3 agosto 2001.

## Cronotassi

### Vescovi greci
- Sant'Agapeto ? † (circa 324)
- Arabio † (menzionato nel 451)
- Stefano I ? † (circa V-VII secolo)
- Fronimo † (menzionato nel 553)
- Giovanni † (menzionato nel 692)
- Stefano II † (menzionato nel 787)
- Costantino † (menzionato nell'869)
- Sisinnio † (menzionato nell'879)
- Eusebio † (menzionato nell'879)
- Basilio ? † (circa X-XI secolo)

### Vescovi titolari
- Pellegrino Luigi Mondaini, O.F.M. † (23 gennaio 1902 - 11 agosto 1930 nominato arcivescovo titolare di Rusio)
- Jean Marie van Cauwenbergh † (19 dicembre 1930 - 14 aprile 1950 deceduto)
- Joseph Marie Trịnh Như Khuê † (18 aprile 1950 - 24 novembre 1960 nominato arcivescovo di Hanoi)
- Leo-Karel Jozef De Kesel † (28 dicembre 1960 - 3 agosto 2001 deceduto)